# Ограбление (фильм Кавалье)
«Ограбление» (фр. Mise à sac) — франко-итальянская криминальная драма, поставленная в 1967 году режиссёром Аленом Кавалье по мотивам романа Дональда Уэстлейка «Ограбление» (англ. The Score, 1964).

## Сюжет
Эдгар, бывший бухгалтер завода Мартенс, организовывает дерзкое ограбление в Серваже, небольшом городке во французских Альпах. Его план операции, назначенной в ночь накануне рабочей зарплаты, предусматривающий нейтрализацию в течение ночи полицейского участка, пожарной станции и телефонного коммутатора. Когда это будет сделано, люди смогут спокойно пройти до банка, забрать на почте сейф с заработной платой для работников местного завода и деньги двух или трёх универмагов. Стремясь осуществить замысел идеально, управлять группой Эдгар нанимает Жоржа, профессионального бандита. План блестящий, но не все будет проходить в соответствии с замыслом…

## В ролях
| Даниэль Ивернель  | — | Эдгар                 |
| Мишель Константен | — | Жорж                  |
| Франко Интерленги | — | Морис                 |
| Филипп Моро       | — | Паулюс                |
| Поль Ле Персон    | — | Стефан                |
| Ирен Тюнк         | — | телефонистка Мари-Анж |
| Жюльен Вердье     | — | Лебуссон              |
| Симона Ландри     | — | мадам Ланкри          |
| Филипп Огуз       | — | Висс                  |
| Жан Шампйон       | — | Керини                |
| Кристиана Лакен   | — | Жанин                 |
| Андре Руйе        | — | Ротенбах              |
| Анри Атталь       | — | Сальса                |

## Ссылка
- «Ограбление» (англ.) на сайте Internet Movie Database (англ.)  (по состоянию на 27.07.2015)
- (англ.) на сайте AllMovie (англ.)  (по состоянию на 27.07.2015)
- «Ограбление» Архивная копия от 28 августа 2016 на Wayback Machine на сайте AlloCiné (фр.)
- Ограбление (Mise à sac) Архивная копия от 1 апреля 2016 на Wayback Machine на сайте notre Сіпѐма (фр.)
- «Parker At the Movies: Part 1-The Frenchman Always Shoots First» Архивная копия от 13 октября 2016 на Wayback Machine на сайте The Westlake Review (фр.)